# Hyphantria pallida
Hyphantria pallida är en fjärilsart som beskrevs av Alpheus Spring Packard 1864. Hyphantria pallida ingår i släktet Hyphantria och familjen björnspinnare. Inga underarter finns listade i Catalogue of Life.